# Haminoea exigua
Haminoea exigua is een slakkensoort uit de familie van de Haminoeidae. De wetenschappelijke naam van de soort is voor het eerst geldig gepubliceerd in 1992 door Schaefer.